# Aulus-les-Bains
Aulus-les-Bains è un comune francese di 221 abitanti situato nel dipartimento dell'Ariège nella regione dell'Occitania. Il territorio comunale è bagnato dai fiumi Ars e Garbet; il primo è un affluente del secondo, nasce nel territorio comunale di Aulus-les-Bains e in esso confluisce nel secondo, dopo un percorso di poco più di 8 chilometri.

## Società

### Evoluzione demografica
Abitanti censiti